# Karl-Rudolf Silberg-Sillak
Karl-Rudolf Silberg-Sillak   (Märjamaa, 20 de març de 1906 - Tallinn, 17 de desembre de 1974) fou un futbolista estonià de la dècada de 1930.
Fou 52 cops internacional amb la selecció d'Estònia.
Pel que fa a clubs, defensà els colors de Sport, Tallinna Jalgpalliklubi i Spartaki.